# Волчье солнце
«Волчье солнце» — российский телесериал 2014 года, снятый режиссёром Сергеем Гинзбургом с компанией Star Media.

## Сюжет
Действие фильма происходит в 1924 году. Михаил Останин — сотрудник ОГПУ. Перед ним поставлена задача предотвратить вторжение белоэмигрантских войск со стороны Польши на территорию СССР. Известно, что командует операцией генерал В. А. Рамовский.
Для проникновения на территорию Польши Останин вступает в банду контрабандистов под именем своего друга детства, погибшего белого офицера Януша Галецкого.
Начальник контрразведки Рамовского, полковник Франтишек Сигунда, делает Останина своим завербованным агентом. Большая часть сериала посвящена подготовке и проведению теракта – подрыва клуба в расположении части РККА.
В дальнейшем Останину удаётся стать офицером для особых поручений у Рамовского и предотвратить кровопролитие.

## В ролях
- Гела Месхи — Януш Галецкий, поручик / Михаил Останин, чекист
- Андрей Мерзликин — Виктор Алексеевич Рамовский, генерал
- Владимир Ильин — Тимофей Федорович Шилов, начальник ГубЧеКа
- Александр Робак — Стефан Ганский — «Мамонт», опытный контрабандист
- Екатерина Климова — Беата, жена польского офицера
- Ян Фрыч — Франтишек Сигунда, начальник контрразведки, муж Беаты
- Софья Каштанова — Ирина Белинская, помещица
- Сергей Годин — Николай Ковальчук, коммерсант
- Максим Лагашкин — Алоизий, святой отец
- Магдалена Ружаньская — Гражина Фоска, бывшая монахиня
- Алексей Дмитриев — Близна, монах из Вильно
- Александр Гусев — Боня, старый вор из Минска
- Павел Трубинер — Андрей Плахов, капитан РОВС
- Игорь Хрипунов — Пётр Сычев, ротмистр жандармерии
- Ольга Красько — Елена Васильевна, жена Рамовского
- Эва Шикульская — Магда Тышкевич, экономка из провинции
- Сергей Шарифуллин — Вася Цымбал, связник из Москвы
- Игорь Арташонов — Злотый, лидер контрабандистов
- Игорь Пазыч — Юзек, бандит из Ростова
- Сергей Чирков — Януш, молодой контрабандист
- Анна Банщикова — Марыся, крестьянка с Волыни
- Ярослав Федорчук — Густав, налётчик из Варшавы
- Кшиштоф Бохенек — Гжибовский, фраер из Кракова
- Богдан Рыбка — Цимерман, фотограф, немецкий шпион

## Производство

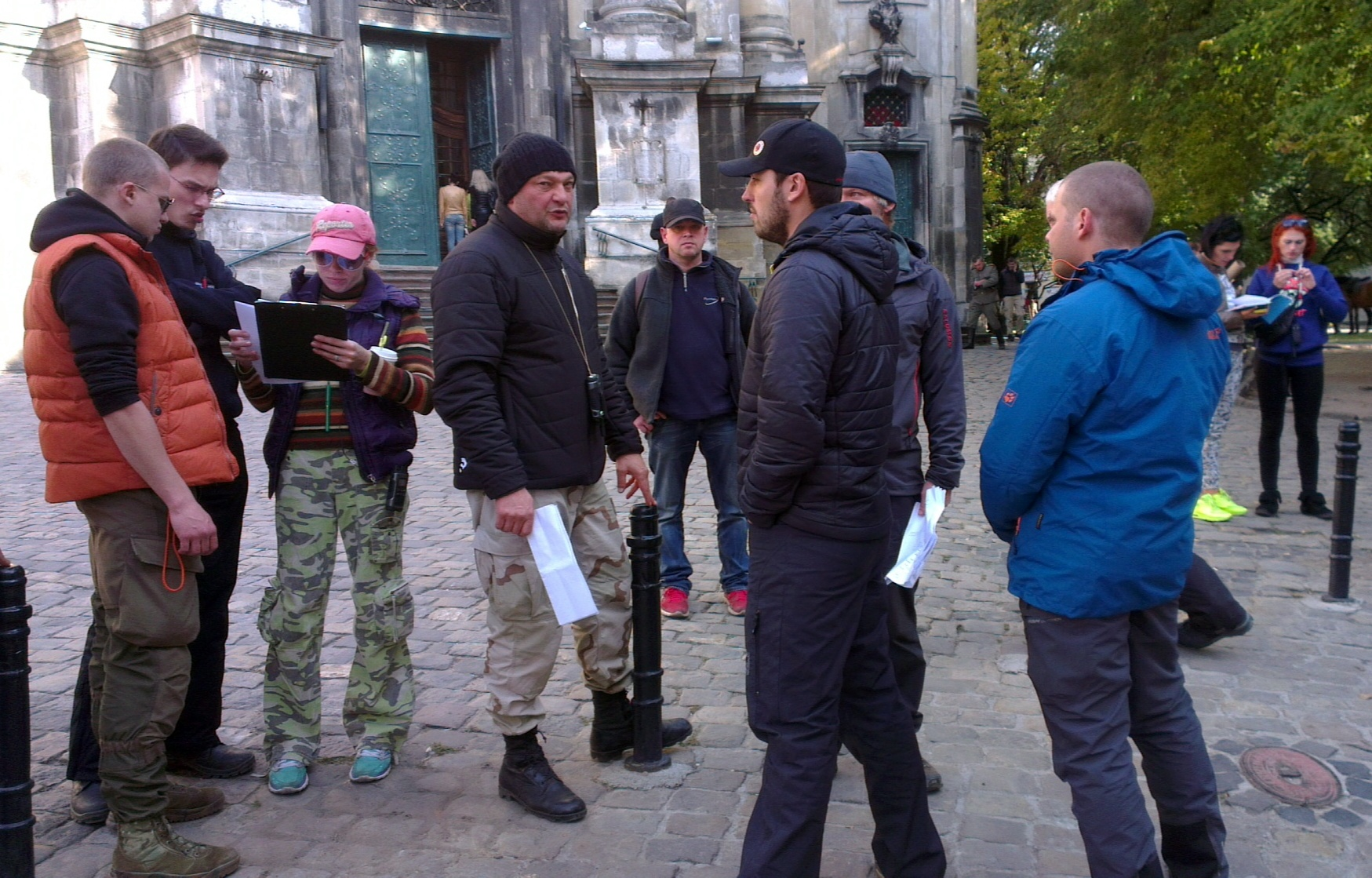
Режиссёр Сергей Гинзбург и съёмочная на съёмках сериала «Волчье солнце» во Львове

Название было дано фильму не случайно. Сериал рассказывает о контрабандистах, проворачивающих свои дела под покровом ночи, то есть при Луне — "волчьем солнце".
Съёмки начались в августе 2013 года и проходили во Львове и Минске, а также в Хмельницкой области.
Практически у всех актёров были сцены с лошадьми. Андрей Мерзликин обожает ездить верхом, Екатерина Климова училась управлять конной повозкой на площадке. Актёру Геле Месхи во время съёмок на ногу наехала карета (стиснув зубы, он вытерпел боль, закричал только после команды «Стоп! Снято!»).
На счёт образа главного героя режиссёр Сергей Гинзбург рассуждал так:

Меня захватила идея создать образ героя-разведчика, не похожего на Джеймса Бонда. Внешне наш Януш Галецкий — романтик, глубоко в душе — игрок. Он рисковый парень, который ввязывается в разные приключения, при этом оставаясь человеком чести и убеждений.— 

## Релиз
Сериал был выпущен на DVD в 2015 году компанией Lizard Cinema Trade.